# Konkatenering
Konkatenering stammer fra latin catena, "kæde", og betyder bogstaveligt "sammenkædning". Ordet bruges til at beskrive en matematisk regneart samt et koncept indenfor datalogi og programmering. Konkatenering bruges på moderne dansk for at tydeliggøre den præcise handling der ønskes, og er således ikke et direkte synonym for "sammenkædning".

## Matematik
I matematik beskriver konkatenering den regneart, hvor tal føres sammen og sidestilles, der først syntes intuitiv, men dels er en matematisk svær manøvre i detaljen og dels kun sjældent er nødvendig, hvorfor der også stadig hersker debat om, hvilket tegn der skal bruges, det mest udbredte syntes at være to sidestillede, lodrette streger.

### Eksempel
I nedenstående eksempel vises resultatet 2748. Ofte i matematik og regning, er et tal enten endeligt, eller et ophav af to eller flere andre tal (igennem multiplikation, osv.). Men enkelte gange kan det være nødvendigt at præciserer dette.
{\displaystyle 27\mid \mid 48=2748}
Er en matematisk formel med to variable a og b, kan de ikke sidestilles som ab uden andre fortegn, da dette indikerer multiplikation. Hvis a=27 og b=48 skal konkateneres i stedet for multipliceres, skrives det således
{\displaystyle a\mid \mid b=2748}

## Datalogi
Inden for datalogi går konkatenering ud på at lægge to tekststrenge sammen til én. Nogle programmeringssprog (f.eks. Perl) understøtter konkatenering af vilkårlige datatyper ved først at konvertere dem til tekststrenge. I andre sprog skal programkoden specifikt konvertere datatypen til en tekststreng.

### Eksempel
Tekststrengene "Hej, " og "Verden" kan konkateneres til resultatet "Hej, Verden". I C# eller Java kan konkateneringen skrives:
```
   String a = "Hej, ";
   String b = "Verden";
   String concat = a + b;
```

I C er det mere besværligt: 
```
   char a[] = "Hej, ";
   char b[] = "Verden";
   char concat[120];    /* buffer som modtager den konkatenerede tekststreng */
   strcpy(concat, a);
   strcat(concat, b);
```

I Fortran konkateneres to tekststrenge med //-operatoren.
```
   "Hej, " // "Verden"
```